# Red Torpedo
Red Torpedo is een fictionele superheld, eerst beheerd door Quality Comic, totdat dat uitgekocht werd door DC Comics in 1956. Hij werd vermoord met de andere leden van de Freedom Fighters bij hun eerste optreden. Later werd bekendgemaakt dat hij nog leefde en zo maakte hij nog een optreden.
jim Lockhart was een marine kapitein totdat hij ontslag nam in 1940. Niet in staat tot om hieraan te wennen, dus begon hij met het bouwen van een eenpersoons onderzeeboot bekend als de "The Red Torpedo". Doordat hij gebruikmaakte van zijn toestellen aan boord van zijn onderzeeboot werd hij de vredesbewaarder van de zeeën, de Robin Hood van het Diepe. Zijn optreden als superheld duurde van Crack Comics #1 tot Crack Comics #20. Zijn meest voorkomende vijand was Black Shark, een piraat.
Uren voor de aanval op Pearl Harbor, werd Red Torpedo gerekruteerd door Uncle Sam om bij zijn Freedom Fighters te komen. Hij werd gedood samen met de andere leden van de Freedom Fighters, maar later werd bekend dat hij niet dood was. Hij nam wel ontslag na dit.

## Na de oorlog
Red Torpede hield Starman om zijn ruimteschip, the Flying Star, te bouwen in 1951.
Hij werd het laatst gezien als administrateur van Windward Home in Aquaman: Sword of Atlantis, samen met Elsa Magnusson, de weduwe van Mark Merlin.